# باشگاه فوتبال زنان الاتحاد
باشگاه فوتبال زنان الاتحاد باشگاه فوتبال زنان عربستانی است که در سال ۲۰۱۴ میلادی با نام نسور جده تاسیس شد و در سال ۲۰۲۲ میلادی به الاتحاد تغییر نام داد. الاتحاد در شهر جده فعالیت می‌کند و در حال حاضر ۱ بار نایب قهرمان لیگ برتر فوتبال زنان عربستان شده است.